# Azé (Mayenne)
Azé era una comuna francesa que estaba situada en el departamento de Mayenne, de la región de Países del Loira que el 1 de enero de 2019 pasó a formar parte de la comuna nueva de Château-Gontier-sur-Mayenne como comuna delegada.

## Historia
En 1809 pasó a formar parte de la comuna de Château-Gontier y entre 1810 y 1820 fue reconstituida a partir de sus antiguos territorios.

## Demografía
| Gráfica de evolución demográfica de Azé entre 1800 y 2021 |
|                                                           |

Los datos demográficos contemplados en este gráfico de la comuna de Azé se han cogido de 1800 a 1999 de la página francesa EHESS/Cassini, y los demás datos de la página del INSEE.